# Barbara Sikorska
Barbara Sikorska (ur. 1 kwietnia 1965) – polska piosenkarka, zyskała popularność pod koniec lat 80. XX wieku.

## Kariera muzyczna
W 1982 zdobyła wyróżnienie na XVIII Festiwalu Piosenki Radzieckiej w Zielonej Górze. Rok później została wyróżniona i znalazła się w „Złotej Dziesiątce” jubileuszowego X Ogólnopolskiego Młodzieżowego Przeglądu Piosenki (OMPP). 31 maja 1986 ukończyła Szkołę Muzyczną II stopnia im. Fryderyka Chopina w Warszawie w klasie wokalnej (sekcja piosenki). 
W 1986 zaistniała na dużej scenie XXIII Krajowym Festiwalu Piosenki Polskiej w Opolu w koncercie „Debiuty” z piosenką „Na rogu ósmej” (ze słowami Agnieszki Osieckiej i muzyką Janusza Komana); dostrzegło ją jury Krajowego Festiwalu Piosenki w Opolu, a fotoreporterzy wybrali jako Miss Obiektywu.
W 1987 ponownie pojawiła się na XXIV Krajowym Festiwalu Piosenki Polskiej w Opolu jako finalistka konkursu „Premie i premiery” z przebojem „C.D.N.” (muz. Romuald Lipko, sł. Justyna Holm).
W 1988 wystąpiła podczas IX Przeglądu Piosenki Aktorskiej we Wrocławiu z utworem „Siedzieliśmy na dachu” i International Song Festival „Bratislavská lýra” w Bratysławie z piosenką „Moja ABECEDA”. 
W 1989 nakładem wydawnictwa Gig Records ukazał się jej debiutancki album Mniejsze zło. W tym samym roku, podczas XXVI Krajowego Festiwalu Piosenki Polskiej w Opolu, wzięła udział w koncercie finalistów „Premii i premier” z przebojem „Mniejsze zło” oraz z piosenką premierową „Gramatyka miłości”. W 1993 wzięła udział w sesji zdjęciowej do magazynu „Claudia”.
Wykonywany przez nią utwór „Gra o ciało” pojawił się w szóstym odcinku sitcomu Lokatorzy – Kota nie ma, myszy harcują (2000).
W 2005 Sony Music Entertainment Poland wydał Przeboje Romualda Lipko m.in. dwa w wykonaniu Barbary Sikorskiej – „C.D.N.” i „Gramatyka miłości”.
25 lutego 2022 zostały wydane dwie płyty CD Mniejsze zło (i inne historie), gdzie znalazły się sesje nagraniowe Barbary Sikorskiej z lat 1986–1994, dokumentujące jej współpracę m.in. z Ryszardem Sygitowiczem i Grzegorzem Ciechowskim.

## Dyskografia

### Albumy
- 1989: Mniejsze zło (CD, Gig Records)[8]
- 2022: Mniejsze zło (i inne historie) (2 CD, GAD Records)[9]
- 2022: Mniejsze zło (MC, GAD Records)[10]

### Kompilacje
- 1992: Najpiękniejsze kołysanki (MC, Polmark)[11]
- 2005: Przeboje Romualda Lipko (CD, Sony Music Entertainment Poland)[5]